# Live Inferno
Live Inferno è un album dal vivo del gruppo musicale norvegese Emperor, pubblicato nel 2009.

## Tracce

### Disco 1 -Inferno Festival
1. Infinity Burning (medley)
2. Cosmic Keys to My Creations & Times
3. Thus Spake the Nightspirit
4. An Elegy of Icaros
5. Curse You All Men!
6. Wrath of the Tyrant
7. With Strength I Burn
8. Towards the Pantheon
9. The Majesty of the Nightsky
10. The Loss and Curse of Reverence
11. In the Wordless Chamber
12. Inno a Satana
13. I am the Black Wizards
14. Ye Entrancemperium
15. Opus a Satana

### Disco 2 -Wacken Open Air
1. Infinity Burning (medley)
2. Cosmic Keys to My Creations & Times
3. Thus Spake the Nightspirit
4. An Elegy of Icaros
5. Curse You All Men!
6. With Strength I Burn
7. Towards the Pantheon
8. The Majesty of the Nightsky
9. The Loss and Curse of Reverence
10. In the Wordless Chamber
11. I Am the Black Wizards
12. Inno a Satana